# 체크포인트 찰리

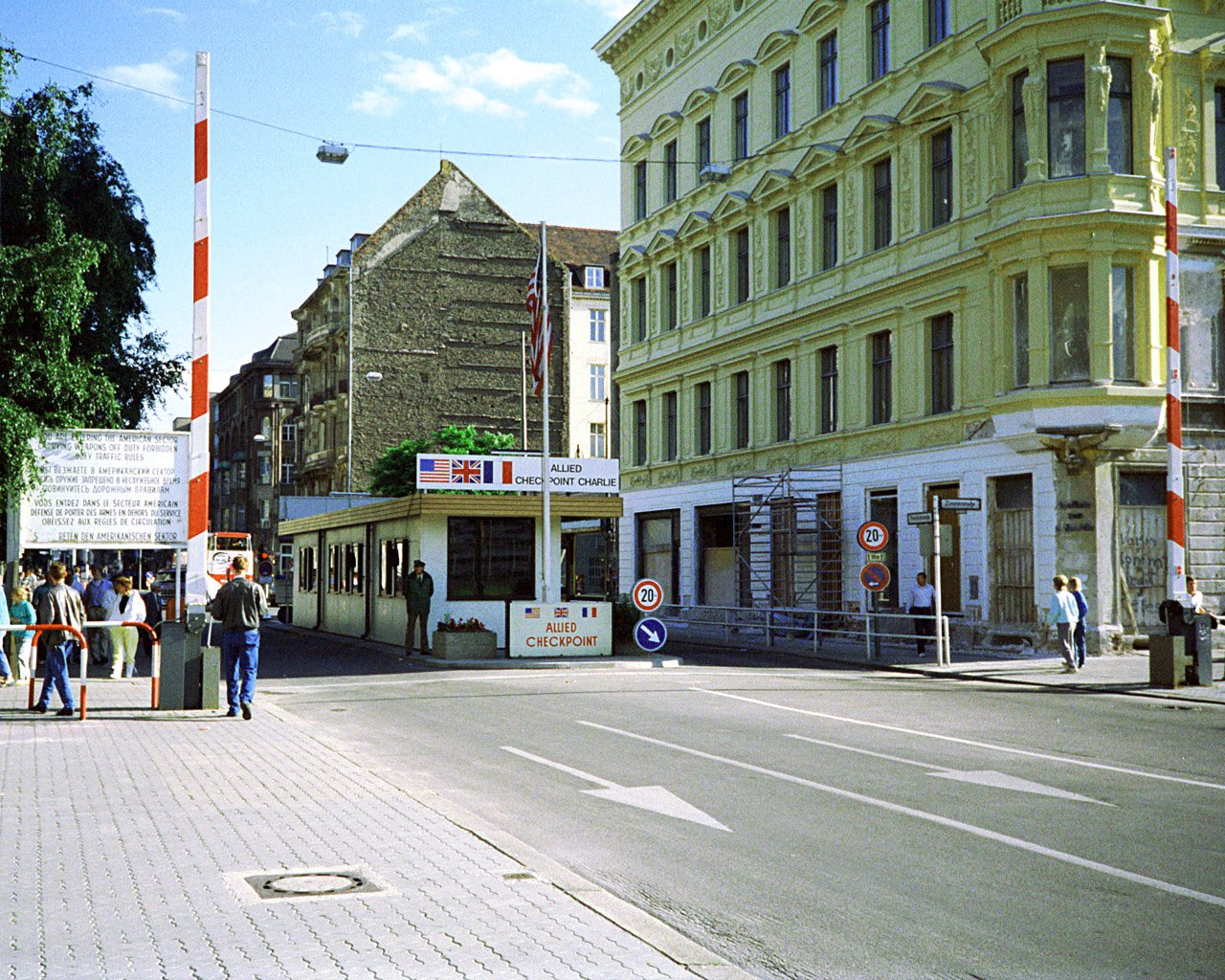
1986년의 체크포인트 찰리

체크포인트 찰리(영어: Checkpoint Charlie) 또는 단순히 체크포인트 C(영어: Checkpoint C)는 냉전 당시 동베를린과 서베를린을 분단하던 베를린 장벽의 가장 유명한 검문소를 연합군에서 지칭했던 지명이다. 동독과 소련에 의해, 동쪽에서 서쪽으로 소련의 국경선을 넘으며 동베를린에서 서베를린으로 사람들이 넘어가는 것을 방지하기 위해서 1961년에 베를린 장벽이 세워졌었다. 체크포인트 찰리는 동독과 서독의 분단을 나타내는 냉전의 상징이 되었다. 1961년도의 베를린 위기때 미국과 소련의 탱크 대치가 이 장소에서 발생했었다. 소련이 무너지고 독일이 통일을 한 이후에는 체크포인트 찰리 검문소는 유명한 관광지가 되었고. 오늘날에 이 검문소는 베를린 근처 달렘(Dahlem) 연합군 박물관에 위치해있다.

## 배경

### 1950~60년대의 이주 제한
1950년대초부터 소련은 탈주제한을 강화하면서 국경선을 치밀하게 관리했었다. 그러나 지배하에 있던 독일의 1952년도 까지, 동독과 서독을 분리하는 분단 선에는 대체적으로 쉽게 드나들 수 있는 지점들이 많았다. 그리하여 양독국경은 닫혔고 철조망 담으로 둘러져 졌다.
그러나 독일내의 국경선이 1952년에 공식적으로 닫힌 후에도 4나라의 지배를 받던 베를린의 경우는 도시 내에서 분단 선을 통해 오가기가 수월했었다. 그렇기에 베를린은 동독 주민들이 서독으로 넘어가는 주요 루트가 되었었다. 베를린은 동서를 나누던 분단 선의 유일한 구멍이자, 당시 동베를린 주민들의 돌파구이자 희망이었다.
1961년도까지 350만명, 즉 동독의 주민들 중의 20%가 서독으로 탈출을 했었다. 탈주자들은 대부분 젊고 좋은 교육을 받은 이들이었다 그렇다 보니 각 분야의 전문가들과 대부분의 지식층이 빠져나가면서 동독의 손실이 상당했었다.

### 베를린 장벽의 등장

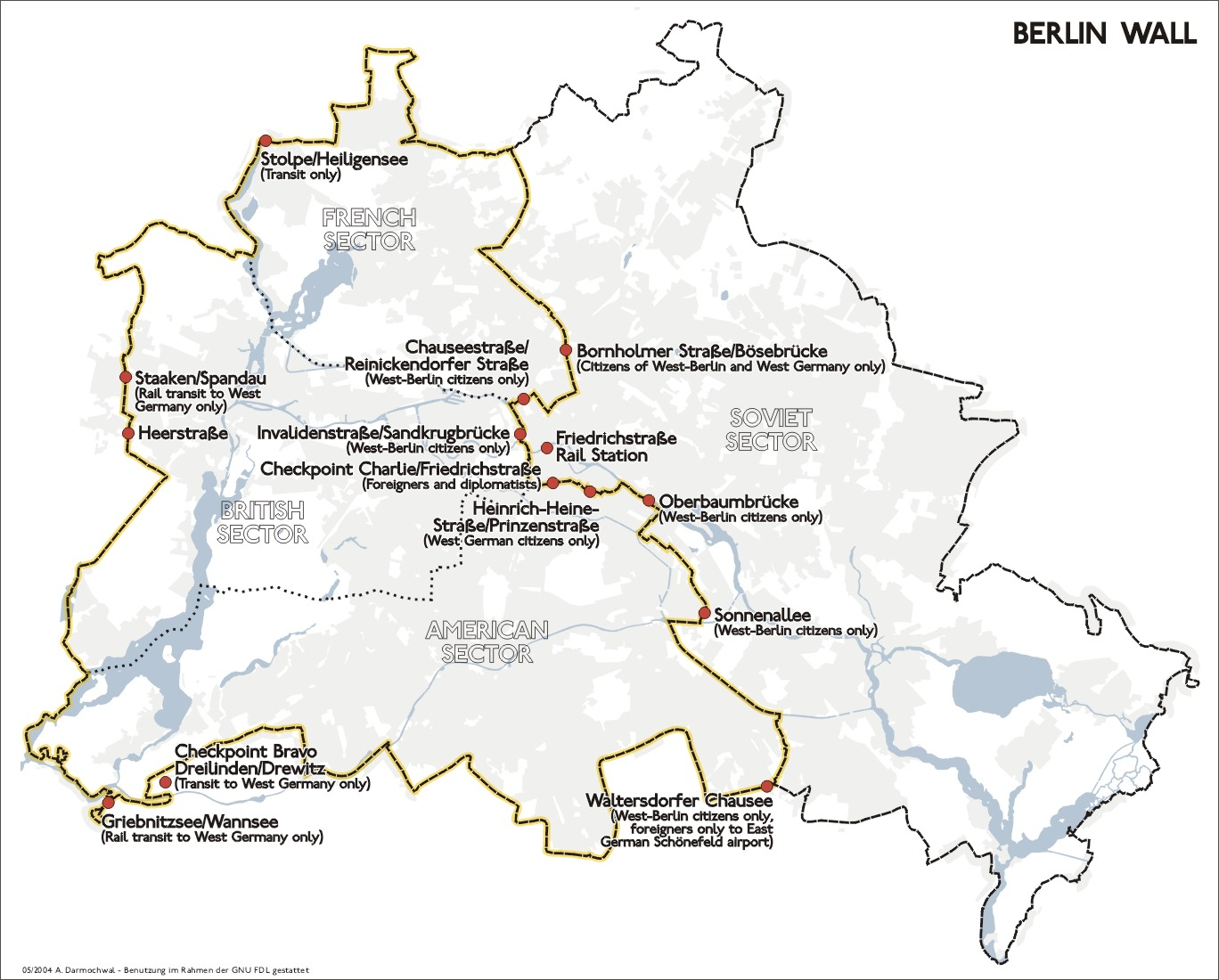
베를린의 경계와 체크포인트들

전문가들의 두뇌유출로 인해 동독의 정치적 신뢰성과 경제적 안전성이 큰 타격을 입어서 소련의 국경 재 확보가 시급했었다. 1949년과 1961년 사이, 250만명의 동독주민들이 서독으로 탈출을 했다. 베를린 장벽이 세워지기 전 3년동안 이 수치는 증가했다: 1959년에는 14만 4천명, 1960년에는 19만9천명 그리고 1961 첫 7개월 동안만 20만 7천명. 따라서 동독의 경제난은 심해져만 갔었다.
1961년 8월13일, 이후 베를린 장벽으로 발전한 베를린을 가로지르는 철조망 담이 처음 동독에 의해 세워졌다. 이틀 후, 경찰과 군인들이 영구적인 콘크리트 벽을 구축하기 시작했다. 장벽과 더불어 830 마일 길이의 3.5마일 넓이의 무인지대인 “죽음의 구역”(Death Strip)도 만들어졌다. 그곳에는 탈주자들의 속도를 늦추고 발자국을 남기기 위해 파인 흙 밭 그리고 지뢰 밭까지 깔려있다.

## 검문소로서의 역할

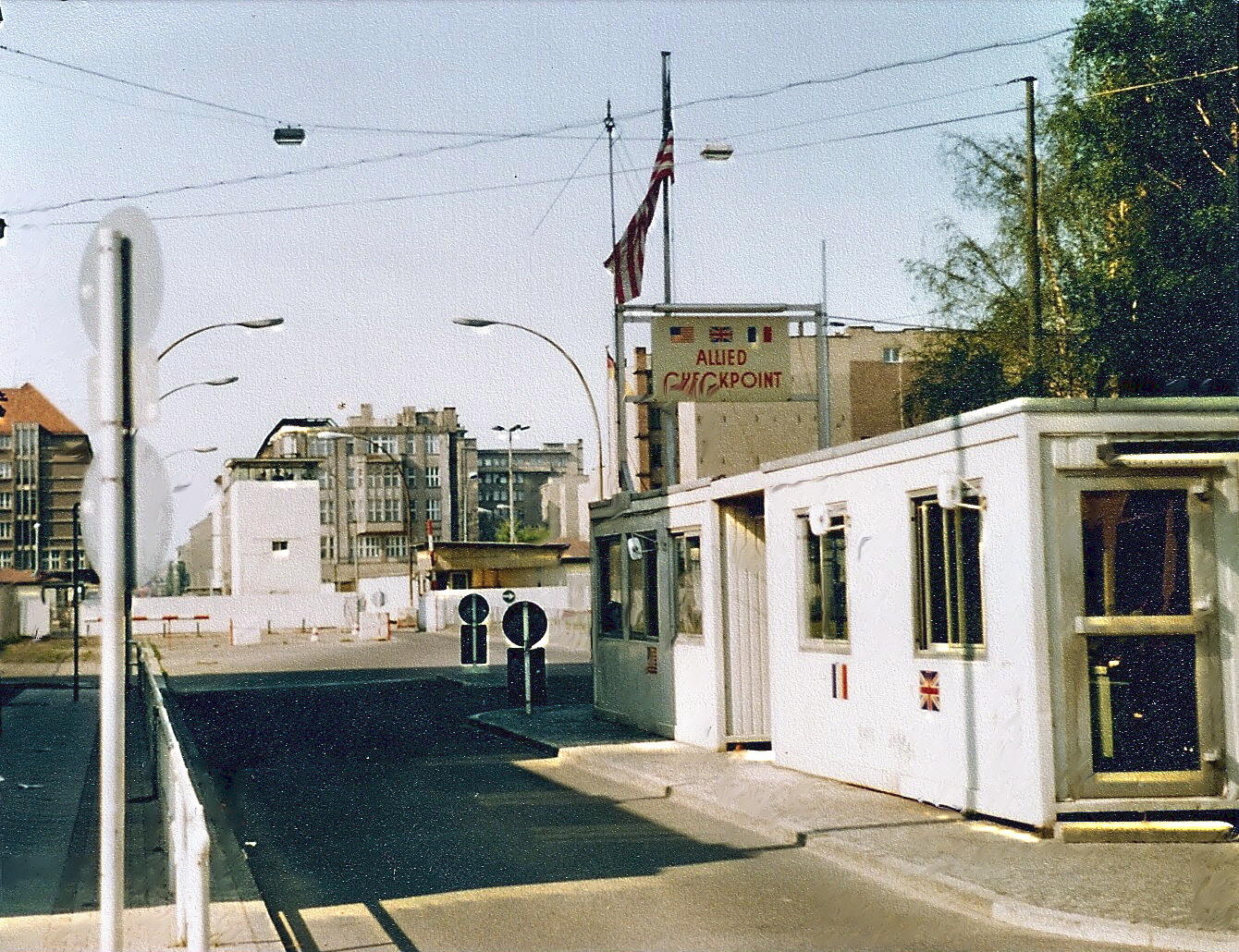
서독에서 바라본 동독. 배경에 동독의 유명한 망루도 볼 수가 있다

체크포인트 찰리는 프리드리히 거리(Friedrichstraße), 짐머 거리(Zimmerstraße)와 마우어 거리(Mauerstraße)의 교차로에 위치한 베를린 장벽의 검문소였다. 체크포인트 찰리는 외국인과 연합군을 위한 단 하나의 검문소로(도보 또는 차량) 지정되어 있었다. 연합군은 프리드리히거리 철도 역과 같이 외국인이 사용하는 다른 구역의 검문소를 이용하지 못하게 되어 있었다.
찰리라는 이름은 NATO(북대서양 조약기구)의 음성 기호 문자 C에서부터 왔다.; 마찬가지로 서쪽으로부터 아우토반(Autobahn)에 위치한 다른 연합군의 검문소에는 헬름슈테드(Helmstedt)에 위치한 체크포인트 알파, 그리고 그곳에 대응하는 베를린 남서부 모서리의 드렐린덴(Dreilinden)과 반제(Wannsee)에 위치한 체크포인트 브라보가 있다. 소련은 단순하게 이곳을 프리드리히거리 검문소(Friedrichstraße Crossing Point)라고 불렀고, 동독은 체크포인트 찰리를 공식적으로 프리드리히-침머거리 국경 검문소(Grenzübergangsstelle)라고 불렀다.
가장 눈에 잘 띄는 베를린 방벽의 검문소로서, 체크포인트 찰리는 종종 스파이 영화나 책에 특별하게 나온다. 연합군 관계자, 국군과 방문객 모두를 위한 카페 아들러("독수리 카페")라는 유명한 카페와 조망 위치가 검문소의 오른편에 있다. 무언가를 먹고 마시면서 동독을 볼 수 있는 좋은 위치였다.
찰리 검문소는 신기하게도 비대칭이었다. 28년의 활동적인 기간 동안, 그 동쪽 방면의 사회기반 시설은 벽, 망루와 지그재그 장벽뿐만 아니라 자동차와 승차자를 확인하는 다차선의 작업장을 포함하도록 확장되어 있었다. 그러나 연합군은 절대 그 어떠한 영구적인 건물을 설립하지 않았다. 그리고 1980년대에는 거대한 금속 구조물로 교체된 유명한 나무 헛간을 만들었다. 그리고 연합군은 내부 베를린 지구 경계선을 국제 국경이라고 인식 하지 않았다.

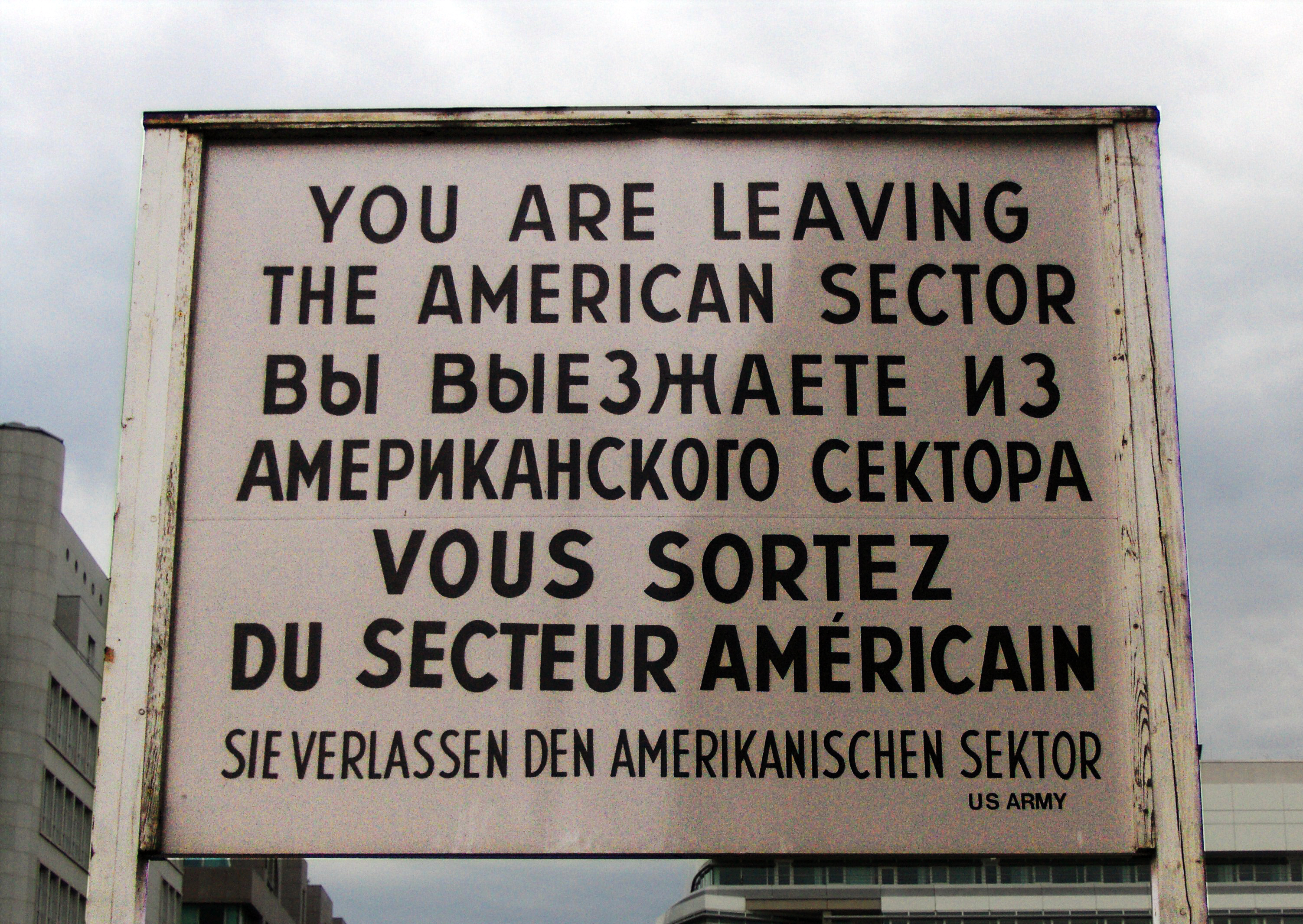
베를린 장벽 옆에 설치되어잇던 유명한 표지판의 복제품
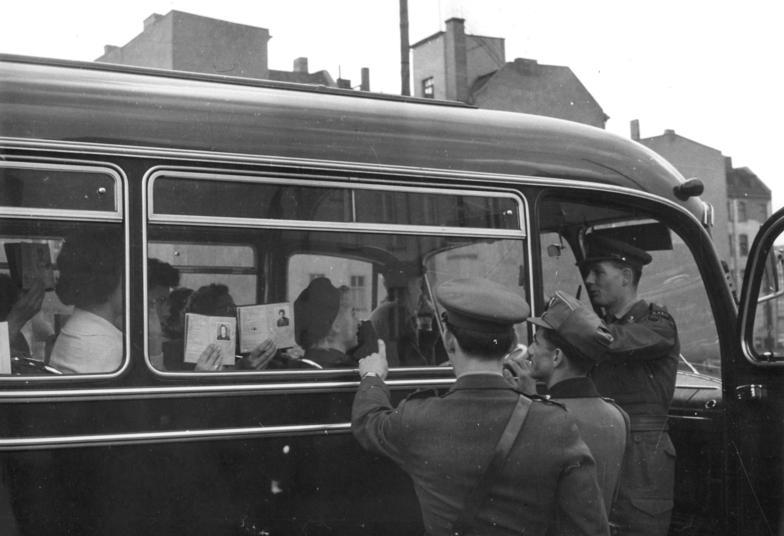
1961년 10월 동독군인들이 버스 탑승객 검문 하는 모습
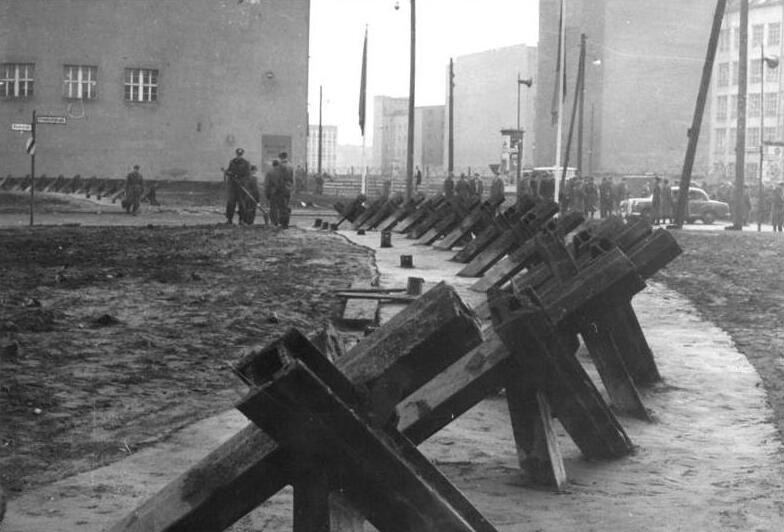
동베를린분단선 안쪽에 탱크의 진입을 막기 위해 설치 되었는 장애물들 (''Czech Hedgehog'')
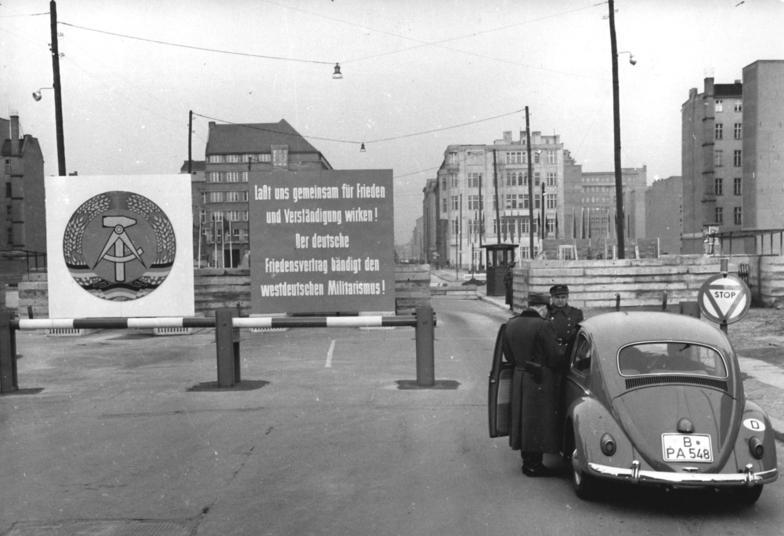
동독군인들의 검문
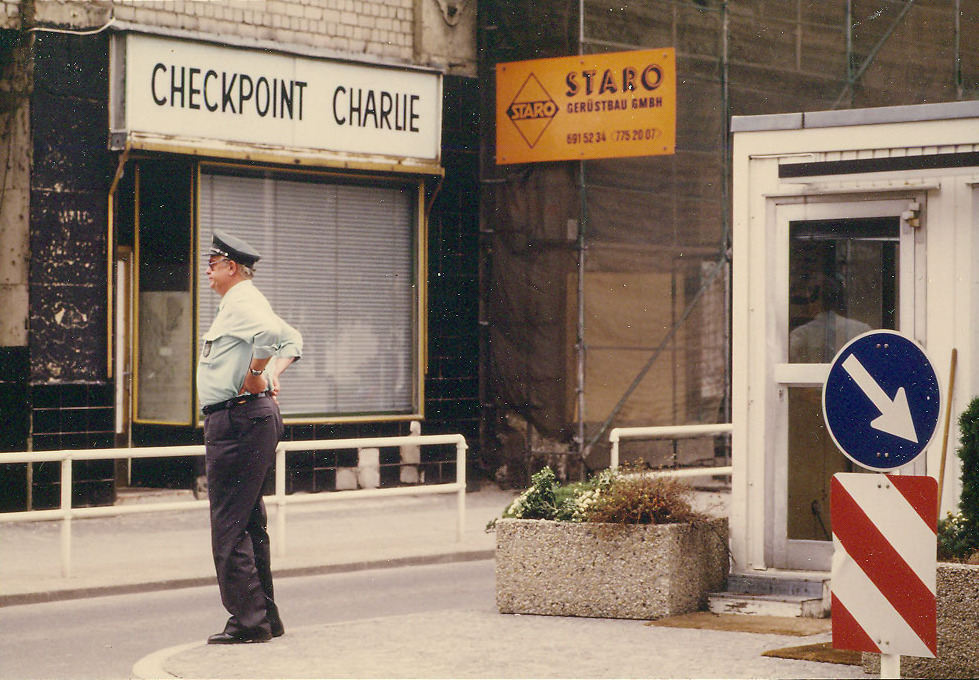
1986년도의 체크포인트 찰리
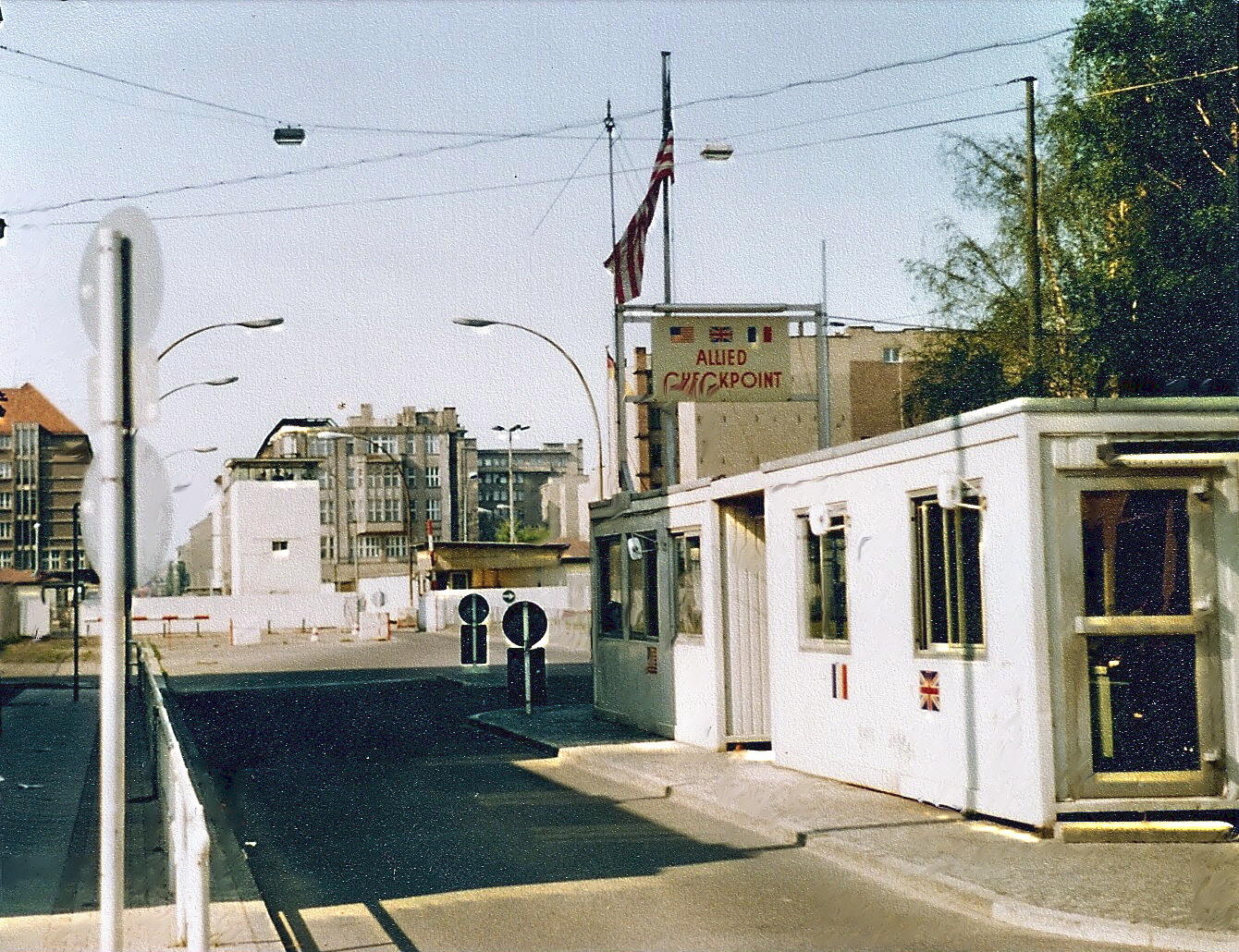
서베를린에서 바라본 체크포인트 찰리. 2000년도에 제거된 유명한 망루도 배경에 위치해있다.
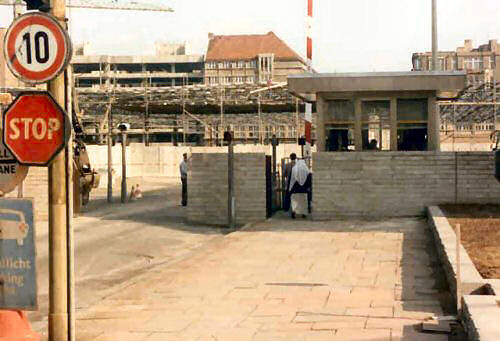
1984년 사람들이 체크포인트 찰리를 걸어서 통과하는 모습
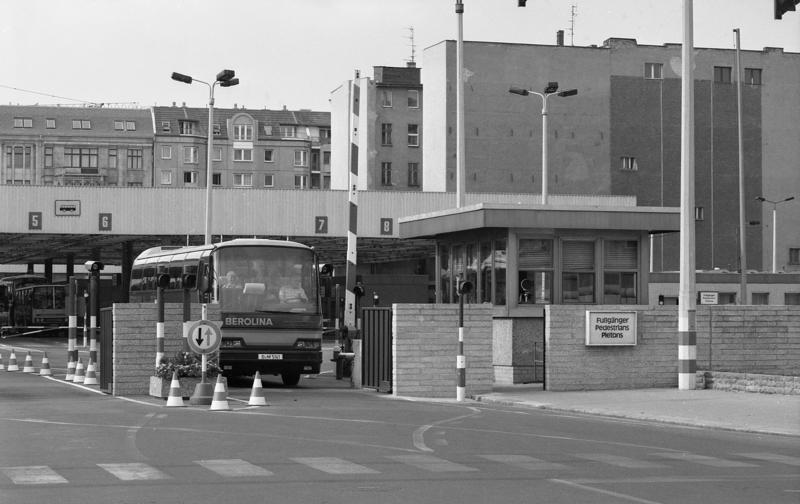
1988년 서쪽 체크포인트 찰리

## 관련된 사건 사고

### 베를린 위기: 소련과 미국 탱크 교착사건

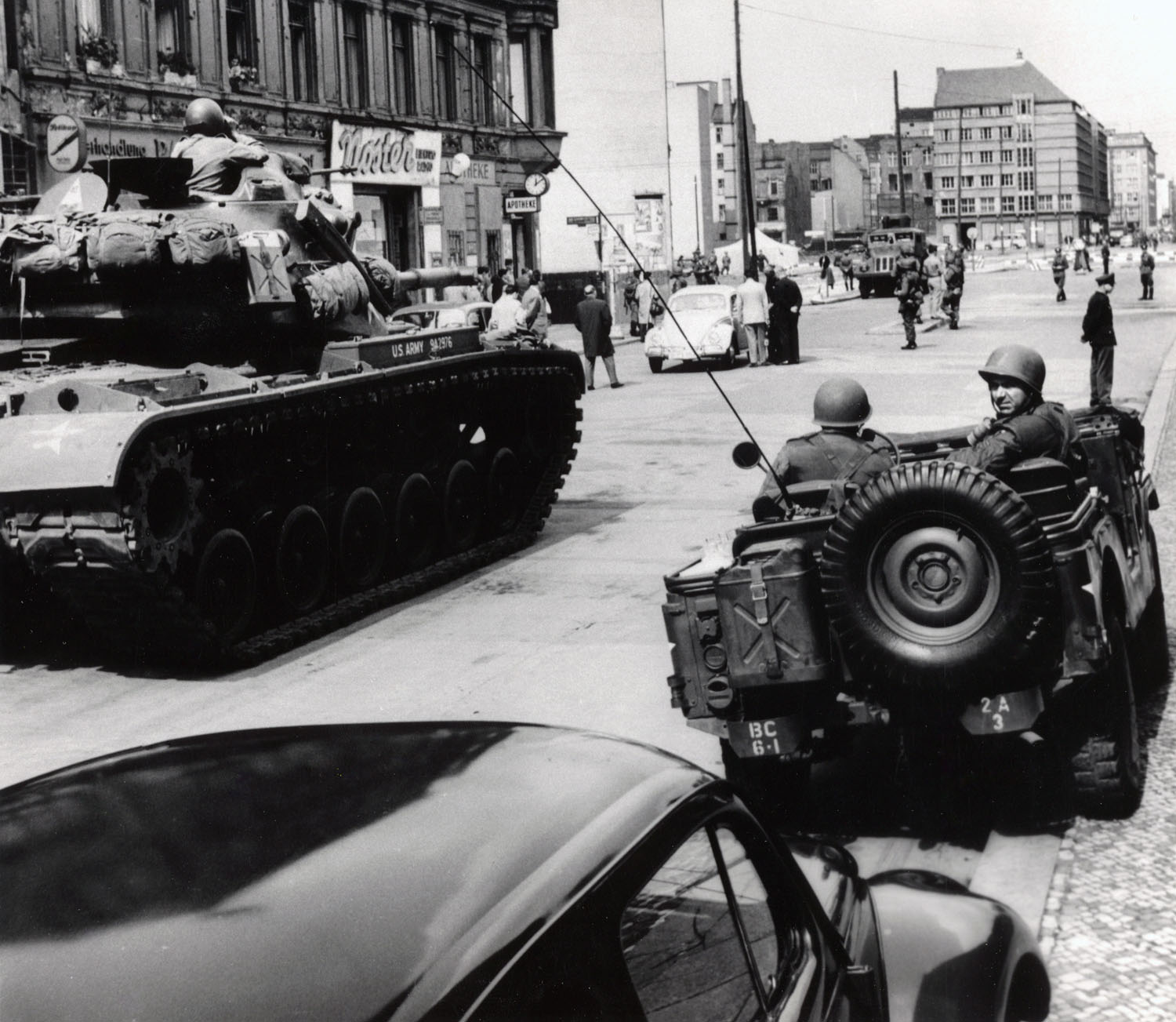
1961년 소련과 미국의 탱크 교착사건

베를린 장벽이 지어지고 나서 얼마 후, 미국과 소련의 탱크들이 체크포인트 찰리를 둘러싼 대치상태가 발생했다. 사건은 1961년 10월 22일에 동독 군인이 오페라를 보기위해 동독을 통과하려는 미국 외교관 알란 라이트너(Allan Lightner)의 여행문서를 검문하다 사건이 발생했다. 10월27일 소련의 10개 탱크와 똑같은 숫자의 미군 탱크가 체크포인트 양쪽 100야드를 둘러싸고 서 있었다. 대치상황은 10월28일에 미국과 소련의 화해로 탱크를 철수시키면서 평화롭게 끝이 났다. 미국 법무장관 로버트 케네디(Robert F. Kennedy) 와 KGB 스파이 기요르기 보라샤코브(Georgi Bolshakov) 사이의 논의가 암묵적 협의를 하는데 중요한 역할을 했다.

### 초기 엽기적인 탈출들
베를린 장벽은 1961년 동독 정부의 강력한 영향으로 세워졌다. 하지만 1961년 예상치 못한 다양한 탈출의 방법이 있었다. 체크포인트 찰리가 초기에는 간단한 문으로만 분단 선을 막았었고, 베를린 장벽 또한 낮았기에 다양하고 기발한 탈출사례들이 생겨났었다.
그중 동독 주민들이 도망치기 위해 차로 체크포인트 찰리의 문을 들이받고 탈주를 하기도 했었고. 접이식 자동차(컨버터블)로 장벽에 접근해 자동차를 벽에 밀착시킨 후 지붕을 내려 서독으로 도망쳤다. 어떤 이들은 고속 열차를 몰고 경로이탈을 범하고 분단 선을 넘기도했었고, 심지어 열기구를 타고 탈주한 기막힌 사건도 발생했었다. 1979년도에는 분단선 아래로 16일 동안 동굴을 파서 단체로 서독에 입성하기도 했었고. 동독 주민 만큼 탈주가 급했던 동독 군인들 마저도 가뿐히 가시철사를 뛰어 넘어가기도 했었다. 그외에도 분단선 근처 아파트에서 창밖으로 뛰어 넘어가는 시도들도 많았다.
그렇기에 이후에는 체크포인트 찰리는 자동차들의 무분별한 질주를 막기위해 더 튼튼한 장애물을 세웠다. 장벽 또한 위아래로 길이가 늘어졌고 여러 차례를 거쳐 거대한 콘크리트벽으로 자리를 잡았고 감시를 강화했다.

### 페터 페흐터의 죽음

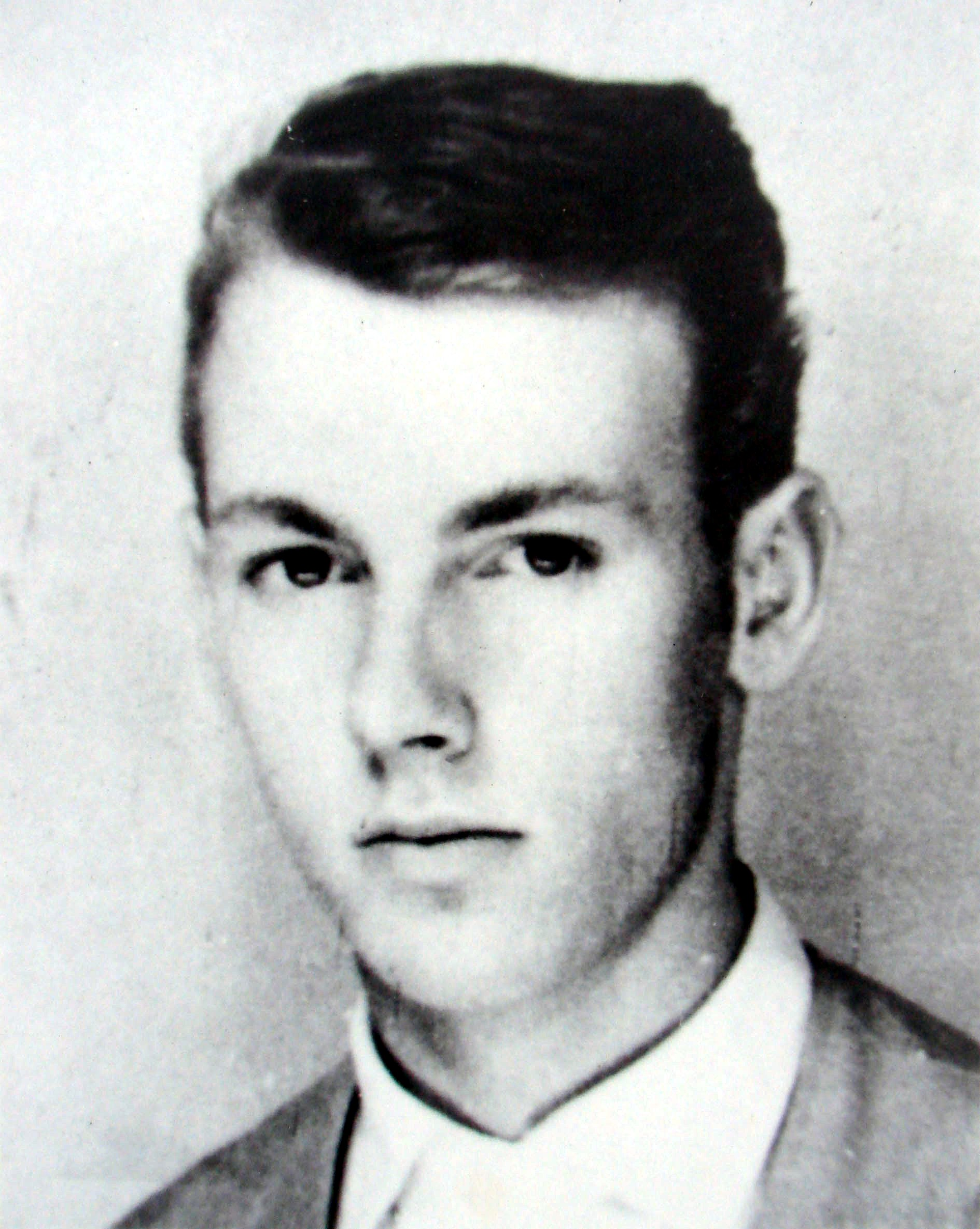
페터 페흐터

장벽이 건설된 지 약 일년 후, 1962년 8월 17일 페터 페흐터는 친구 헬무트 쿠바이크와 함께 동독으로부터 탈출을 시도하였다. 그 계획은 베를린 장벽 짐머거리(Zimmerstraße) 주변에 있는 목공소의 작업실에 숨어 있다가 창문으로 뛰어내려 죽음의 띠로 가는 것이었다.죽음의 구역을 건넌 뒤 가시돋힌 철조망이 설치되어 있는 2미터 벽을 올라간 후 체크포인트 찰리 근처에 있는 서독의 크로이츠베르크(Kreuzberg) 주로 가려고 했었다.
벽에 도착했을 때 경비대는 그들에게 총을 쐈다. 헬무트는 벽을 통과하는데 성공했지만 페터는 수백명이 보고 있는 가운데 벽에 매달린 채로 골반에 총을 맞았다. 그는 동독 쪽의 죽음의 구역(Death Strip)으로 떨어졌고 신문 기자들을 포함한 서독 주민들이 보고 있음에도 방치되었다. 그가 비명을 질렀지만 동독으로부터의 어떠한 의료지원을 받지 못했다. 그리고 서독 또한 어떠한 조치도 취할 수 없는 상황이었다. 서독 경찰은 그에게 붕대를 던져주었으나 그에게 닿지 못했다. 그는 약 한시간 뒤 과다출혈로 죽음을 맞이하였다. 그의 죽음의 결과로 서독에 수백명의 시위대가 형성되었고 국경 수비대에게 "살인자"라고 소리 질렀다.

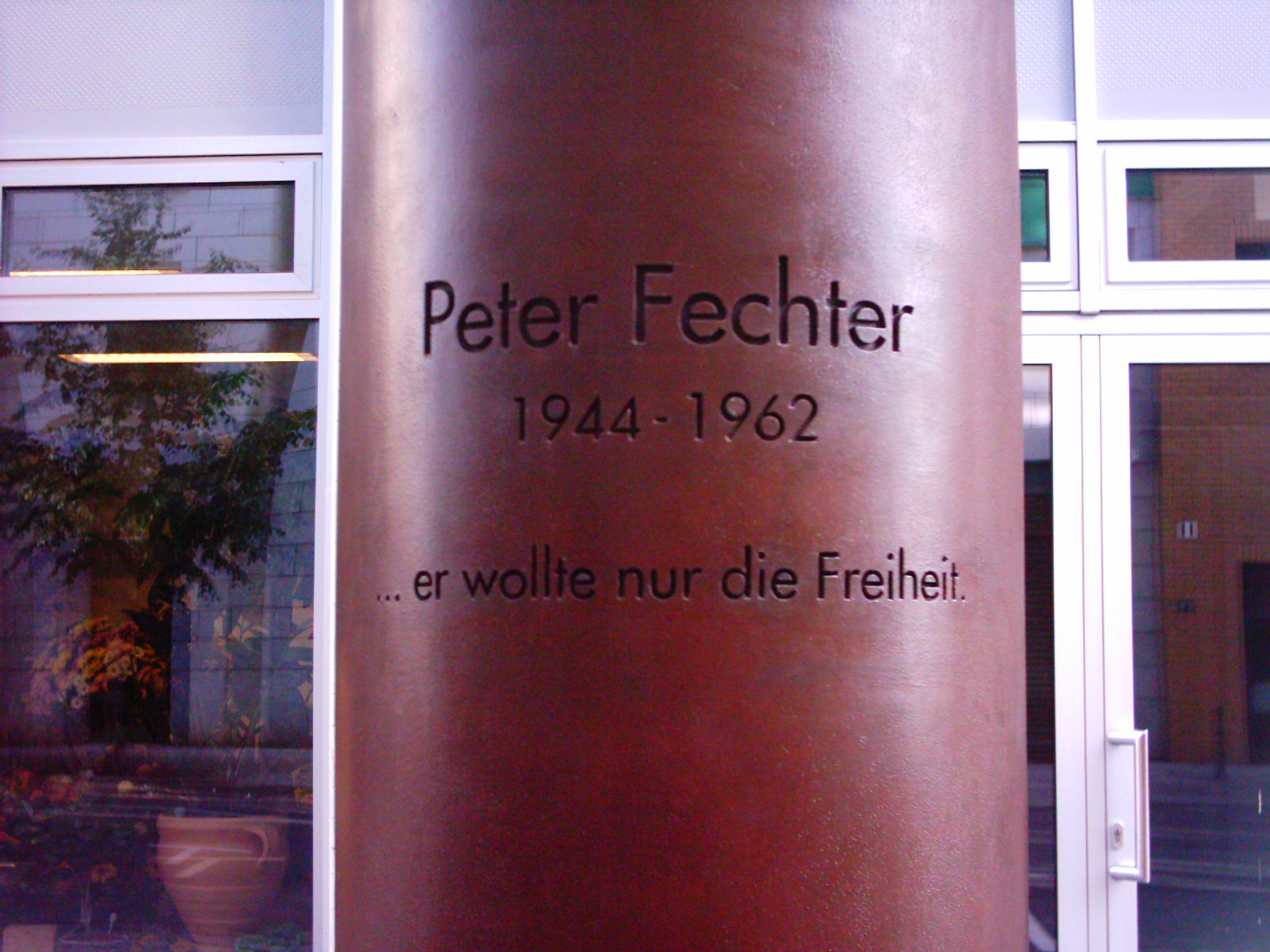
페터 페흐터의 기념비 "그는 단지 자유를 원했다"

페터 페흐터에 대한 의료 지원 부족은 상호간의 공포의 결과였다. 서독 행인들은 총의 위협 때문에 그를 돕는 것을 방해받았다. 타임지에서 보고된 것에 따르면, 미군 소위가 서베를린 미 사령관으로부터 특별 지시를 받음에도 불구하고, 꿈적하지 않고 아무짓도 하지 않았다고 한다. 이것은 서베를린으로부터 의료지원을 확실히 불가능하게 되는 재판 중에 발생한 것이다. 그러나 범죄과학 병리학자 오또 프로코프(Otto Prokop)의 보고에 따르면 "페흐터는 살아남을 수 없었다" 오른쪽 엉덩이에 박힌 총알은 심각한 내부손상을 야기했다. 동독 군인들은 그가 떨어진지 한시간 뒤에 피터 페히터의 시채를 회수하였다.
페터가 죽은 자리에는 기념비가 세워졌다. 그위에는 "er wollte nur die Freiheit" "그는 단지 자유를 원했다"라고 새겨져있다.

## 오늘날의 체크포인트 찰리

### 체트포인트 찰리의 보존

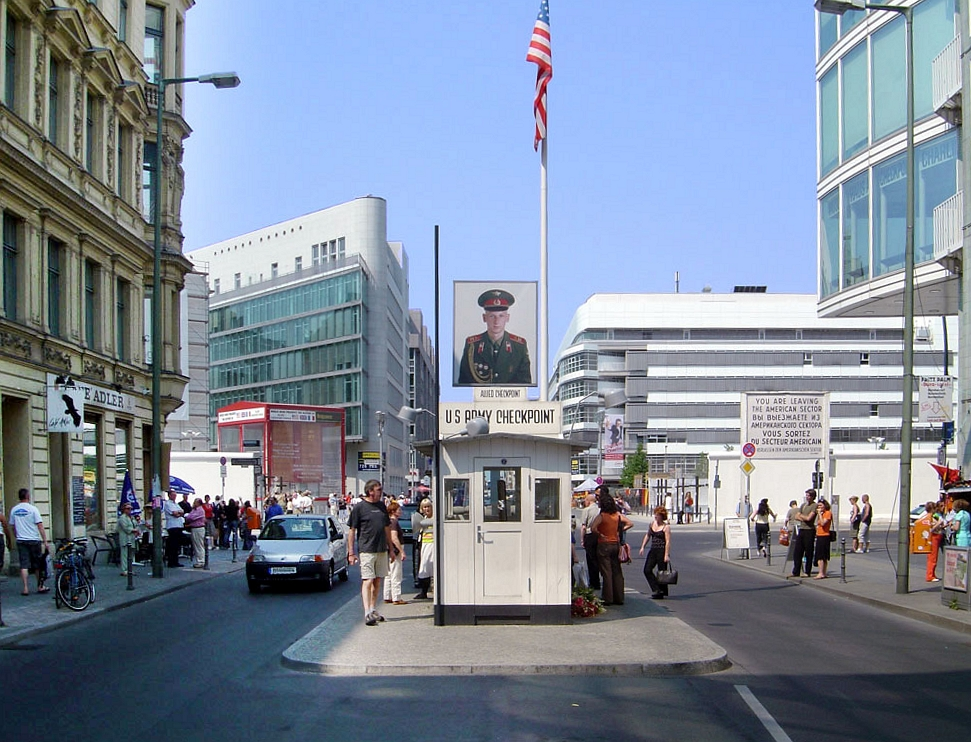
관광지 체크포인트 찰리. 서독에서 바라보았을 때 동독군인이 지켜보고있다

베를린 장벽이 1989년 11월에 개방되었고 체크 포인트 찰리가 1990년 6월 22일에서 제거되었다. 체크포인트 찰리는 달렘(Dahlem)에 위치한 연합군 박물관에 전시 중이다. 이전의 장벽과 국경의 모습은 지금 자갈들로 이루어진 선으로 거리에 표시된다. 국경 횡단을 표시했던 검문소의 복사본이 체크포인트 찰리가 한때 있었던 곳에 나중에 지어졌다. 체크포인트 찰리는 1961년에 만들어진 다른 검문소들과 비슷하게 생겼었다, 분단선과 검문소 사이에는 샌드백으로 된 벽이 항상 존재했었다. 체크포인트 찰리는 수년에 걸쳐 서로 다른 크기와 레이아웃으로 수회 교체되었다. 1990년에 제거된 검문소는 최초의 체크포인트 찰리 보다 상당히 컸으며 샌드백이 없었다.

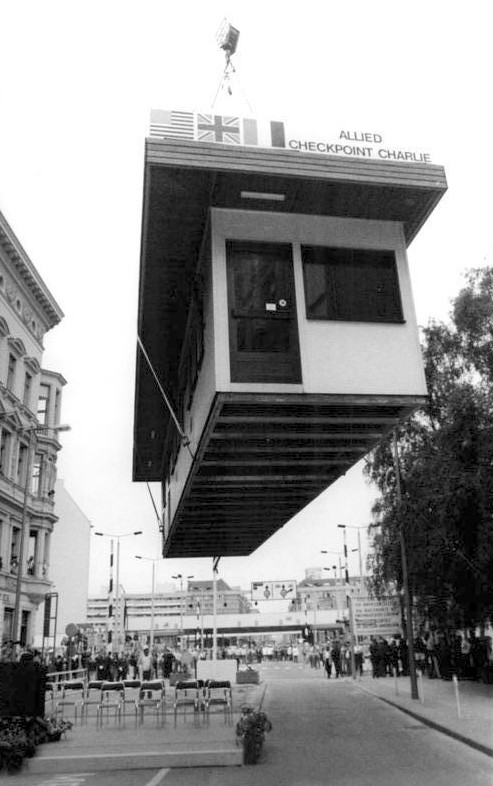
1990년 6월22일 제거중인 체크포인트 찰리
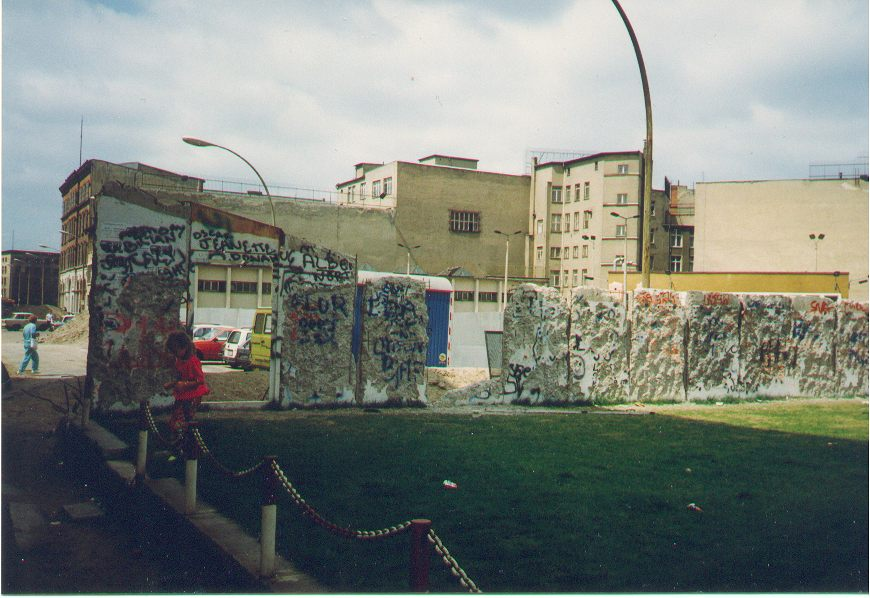
1990년 7월 베를린 장벽에 남겨진 체크포인트 찰리의 흔적
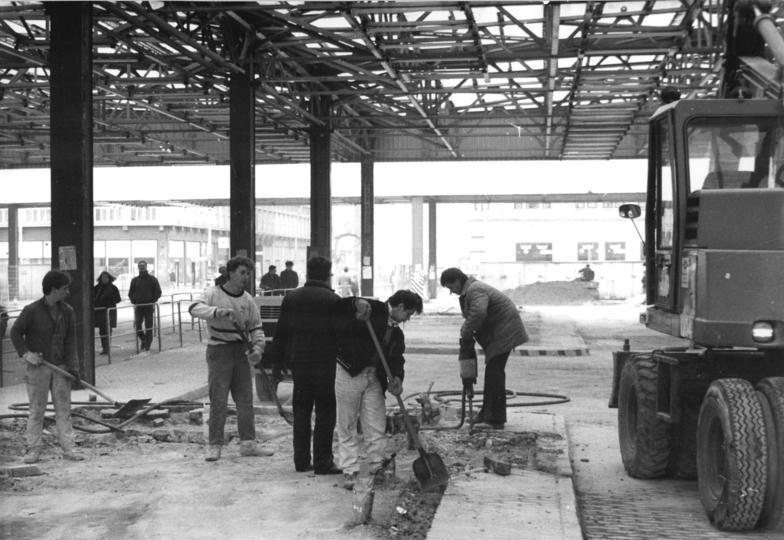
1990년 11월 체크포인트 찰리의 서쪽 부분 잔해들이 제거중이다
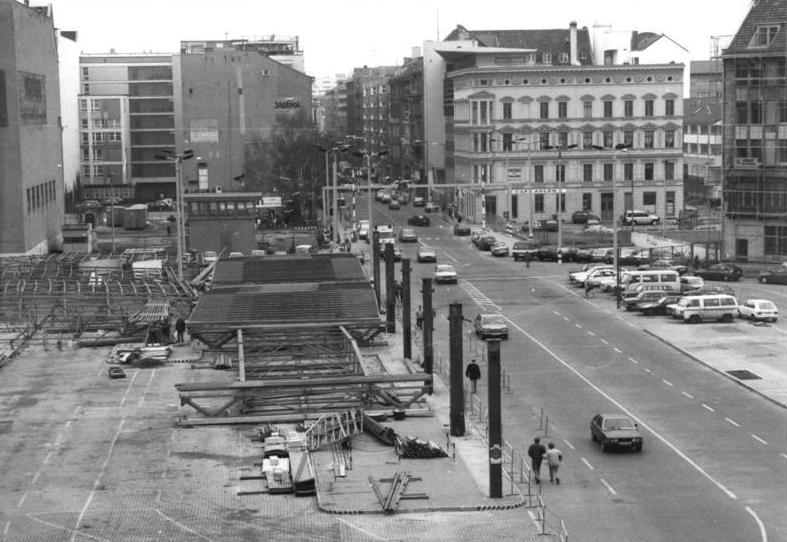
1991년 1월의 체크 포인트 찰리
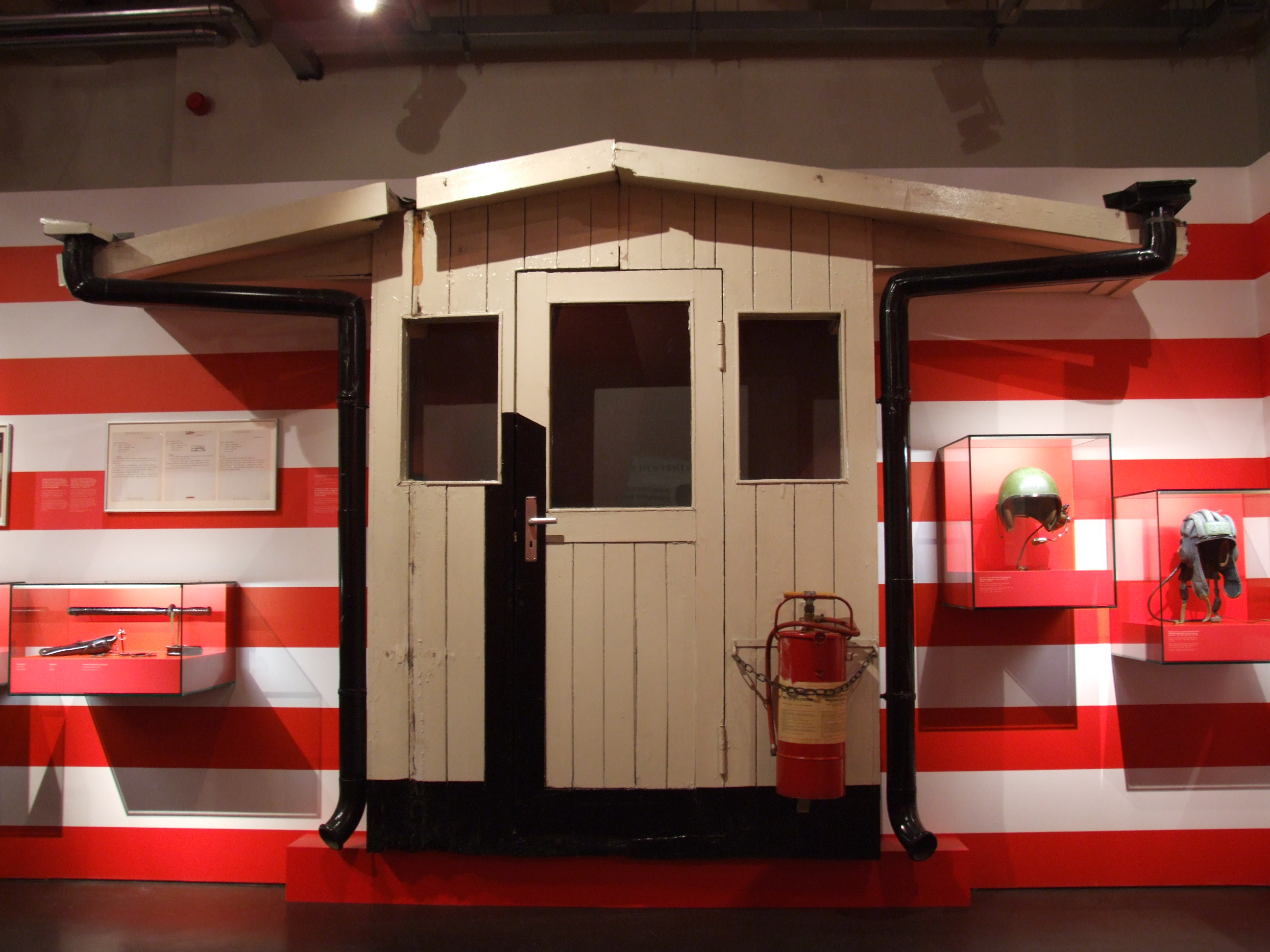
연합 박물관에 저신된 실제 체크포인트 찰리의 일부부
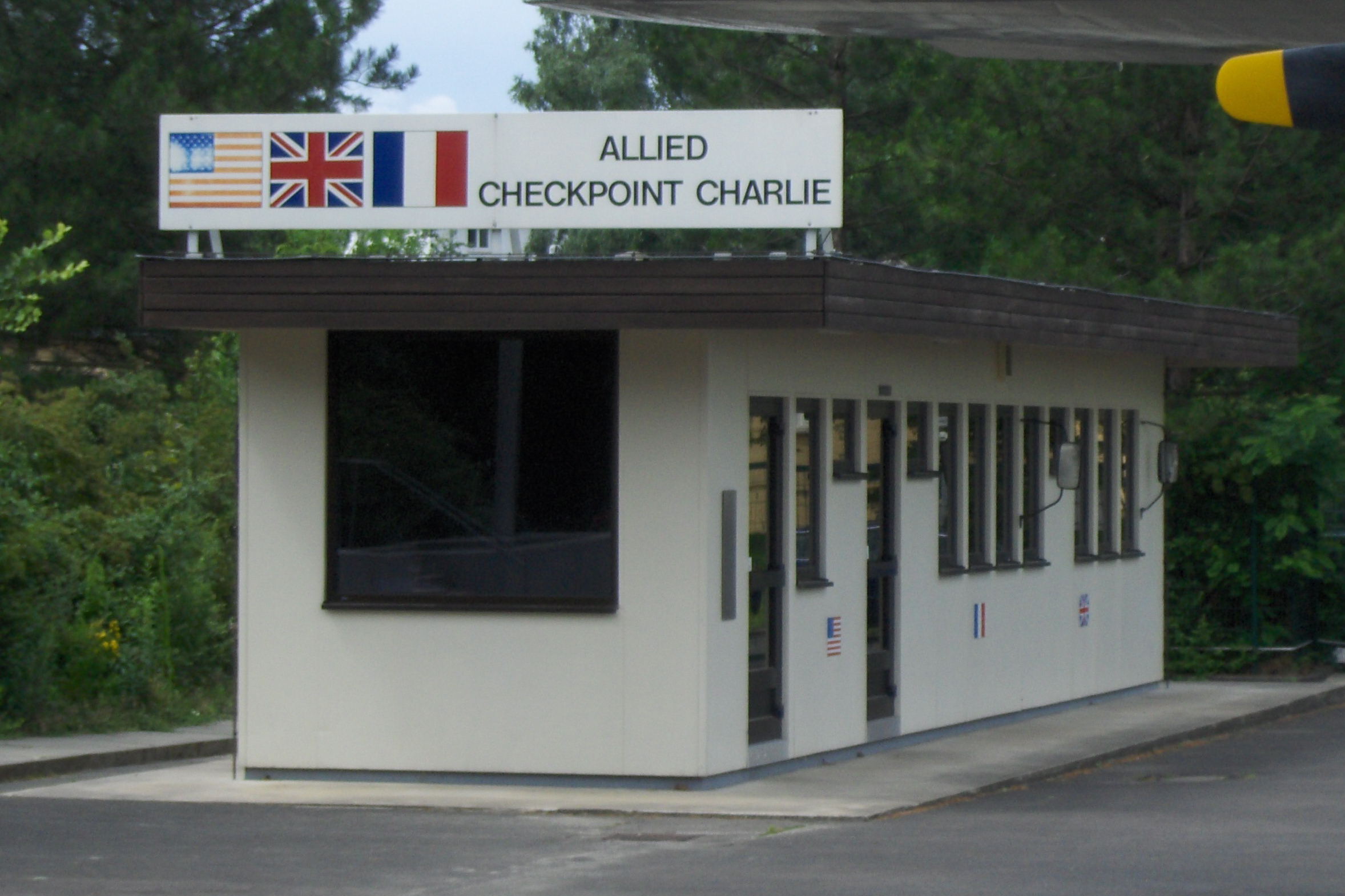
연합군 박물관에 현재 위치한, 베를린 장벽 제거 당시의 체크포인트 찰리
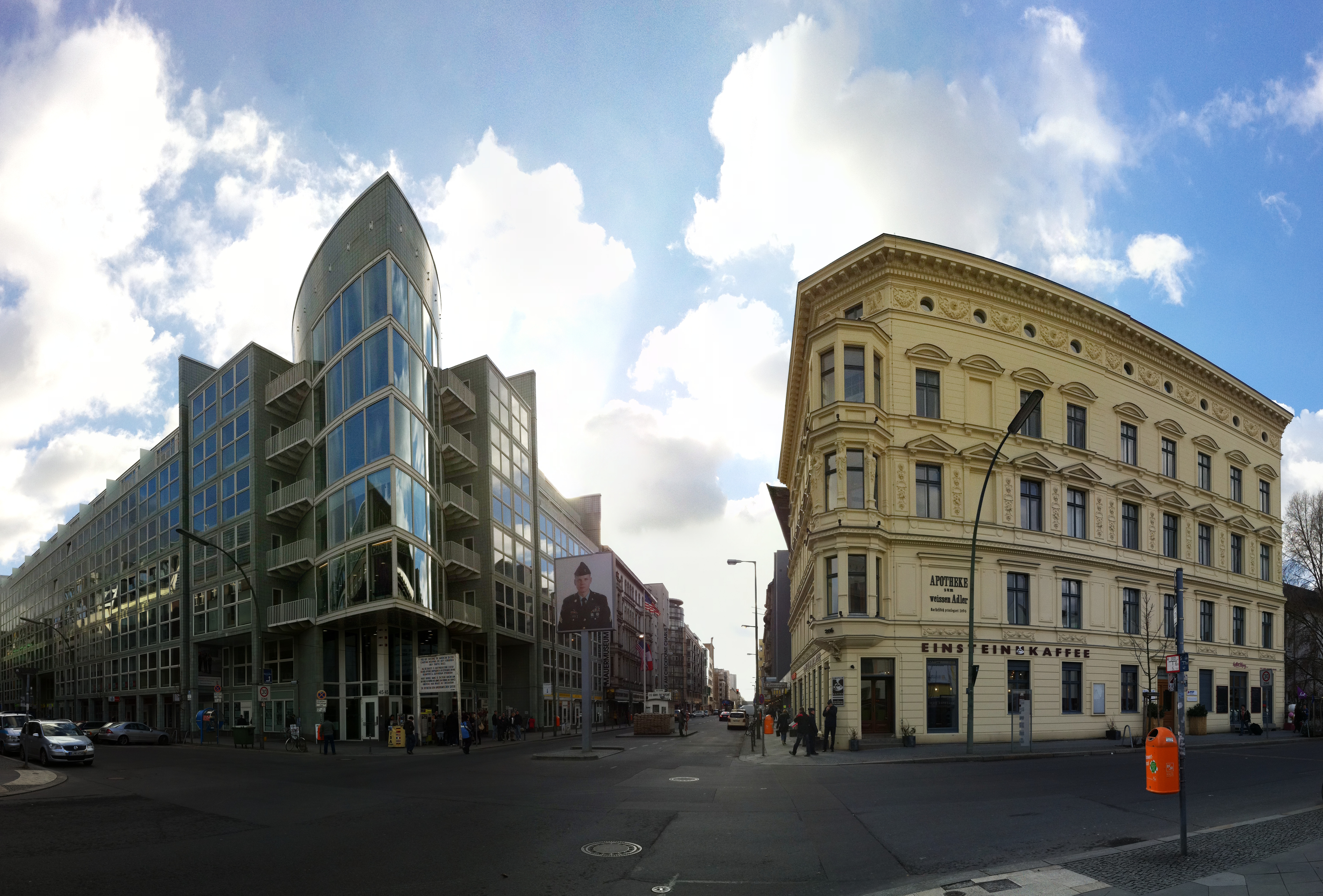
현재 체크포인트 찰리의 장소(2011)
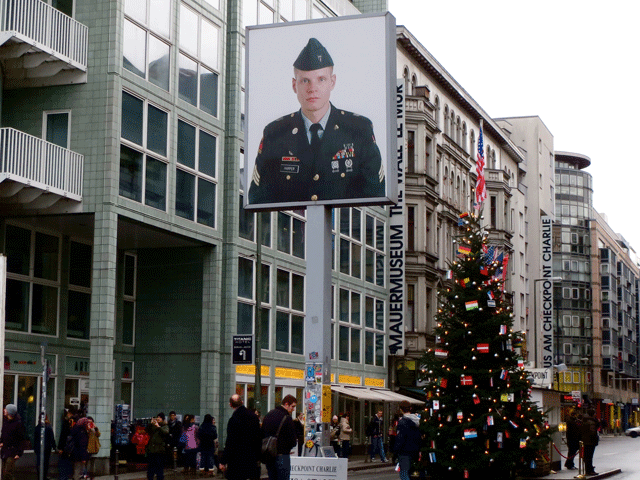
오늘날의 체크포인트 찰리. 동쪽에서 바라보았을 때 미군이 지켜보고있다.

### 체크포인트 찰리 박물관

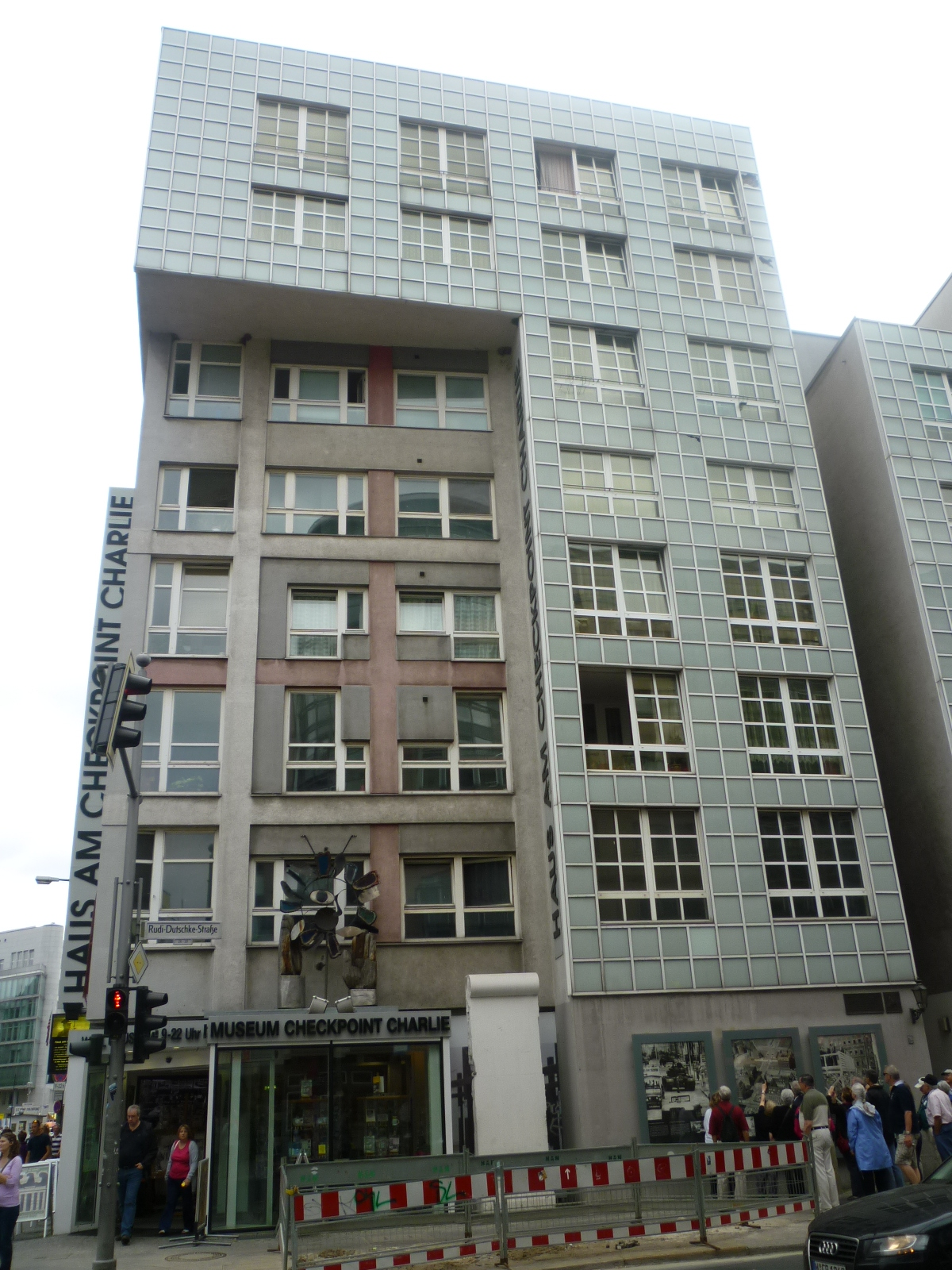
체크포인트 찰리 박물관

검문소의 근처에 위치한 체크포인트 찰리 박물관(Haus am Checkpoint Charlie)는 라이너 힐드브란드(Rainer Hildebrand)에 의해 1963년에 개장한 개인 박물관이며 1990년대에 새로운 건물로 보강되었다. 체크 포인트 찰리 기념비에 나타나있는 두 군인들(미국과 러시아)은 모두 1990년대 초 베를린에 주둔했다. 개발자는 사무실과 상점을 위한 길을 만들기 위해, 2000년에 체크포인트 찰리 망루를 철거했다. 그 망루는 마지막으로 남아있었던 원래 체크 포인트 찰리의 구조였다. 베를린은 망루를 지키려고 노력했지만 망루가 역사적인 랜드마크로 분류되지 못했다. 
체크 포인트 찰리랑 체크포인트 찰리 박물관은 베를린의 주요 관광 명소 중 하나가 되어가고 있다.
관광객들은 복제된 체크포인트 찰리 앞에 서 있는 연합 군사 경찰로 분장 한 배우들과 유료로 촬영 할 수 있다. 군사 모조품들로 이루어진 여러 기념품들이 있고 상점들도 많아지는 중이다.

### 체크포인트 찰리 관련 전시들
2006년 여름에 야외 전시도 열렸다. 프리드리히 거리(Friedrichstraße)와 짐머 거리(Zimmerstraße)를 따라 있는 갤러리 장벽에 탈출 시도, 어떻게 체크포인트가 확장했는지, 냉전] 시대에서 그 중요성, 세부적으로 1961년 소련과 미국의 탱크들의 충돌과 같은 정보들이 전시되어있다. 2012년에는 기존에 체크포인트 찰리가 위치하던 장소 근처에 대형 사진들,영상들을 비롯한 다양한 형태이 자료들을 제공하는 블랙박스-냉전의 역사(Blackbox-The History of Cold War)전시장이 개장되었다. 그 해 9월에는 블랙박스 옆에 분단 당시의 상황을 보다 더 느낄수 있게 아씨씨 야데가(''Asisi Yadegar'')의 파노라마 작품 프로젝트 Die Mauer/The Wall도 관광객들에게 제공이되었다. 냉전 그리고 독일의 분단과 장벽에 대한 정보 제공에 힘을 쓰고있다. 그리고 2015년에는 블랙박스 전시장을 박물관으로 만들 계획이다.

## 예술 속 체크포인트 찰리
"Die Frau vom Checkpoint Charlie" (사랑의 국경선 / 체크포인트 찰리의 여인)는 Jutta Fleck(유타 플룩)의 실화를 바탕으로 만들어진 영화이다. 프랑스-독일 공동 출자 문화 방송국인 Arte를 통해 2007년 10월 처음 방영됐다. 영화 속 주인공 사라 벤더는 두 딸들과 함께 1982년에 동독에서 서독으로 탈출을 시도하다가 아이들과 떨어지게 된다. 동독에 남겨진 아이들을 되찾게 위해 외국인들이 지나가는 곳이자 동독에서 자신의 모습을 볼 수 있게 체크포인트 찰리에서 플랜카드를 들고 몇 년간 시위를 한다. 영화 속의 체크포인트 찰리는 주인공이 일인시위를 벌인 상징적이며, 외국인들이 지나감으로써 언론의 주목을 받으며, 동독의 심기를 건드린 전략적인 장소이다.
냉전을 배경으로 영국과 동독 첩보전을 그린 John Le Carré의 영국 유명 소설 The Spy who came in through the Cold, Gérard de Villiers의 프랑스 첩보 소설 시리즈 S.A.S 중 베를린을 배경으로 한 Berlin: Check-point Charlie 심지어 제임즈본드 시리즈 와 같이 냉전의 상징답게 첩보물의 단골 배경이다.

## 같이 보기
- 동구권의 이주와 탈주
- 베를린 장벽
- 독일
- 2차 세계대전
- 연합군
- 소련
- 공동경비구역(JSA)